# Frederick Marryat
Frederick Marryat eller Kaptajn Marryat (født 10. juli 1792 i London, død 2. august 1848 i Langham, Norfolk) var en engelsk søofficer og forfatter.
Frederick Marryat var søn af Joseph Marryat, der var medlem af parlamentet, og hans tyskfødte hustru Charlotte, født Geyer.
Han afbrød sin skolegang to gange for at komme til søs. I en alder af 14 meldte han sig  til flåden, tjente sig op gennem graderne fra kadet, deltog i den britisk-amerikanske krig, napoleonskrigene og flere ekspeditioner, indtil han med rang af kommandør (eng. captain) forlod tjenesten og helligede sig sin forfattervirksomhed.
Marryats forfatterskab omfatter en lang række romaner om livet til søs, og nogle udødelige romaner til et ungt publikum. Navnlig de to sidste, Nybyggerne i Canada og Børnene i Nyskoven, udkommer stadig på dansk i nye, bearbejdede udgaver.
Marryat kendte Charles Dickens, og senere forfattere som Joseph Conrad og Ernest Hemingway hørte til hans beundrere.